# Superstars V8 Next Challenge
Superstars V8 Next Challenge es un videojuego de carreras basado en la Superstars Series, con sede en Italia, desarrollado por Milestone y publicado por Deep Silver y Black Bean Games para Xbox 360, PlayStation 3 y Windows. Es la secuela de Superstars V8 Racing.

## Jugabilidad
El juego presenta los modos de juego habituales: carreras rápidas, fines de semana de carreras individuales (entrenamiento, clasificación y carrera) y una temporada completa con diez recorridos. Además, hay veinte desafíos en los que el jugador debe resolver tareas en situaciones predefinidas, p. carreras de puntos de control o ganar un duelo.
Antes de cada carrera, el jugador tiene amplias posibilidades para ajustar su coche pero, por supuesto, también hay configuraciones predefinidas para jugadores impacientes. Los principiantes pueden confiar en tres niveles de dificultad y varias ayudas a la conducción. En total hay 11 recorridos y 19 coches.
La principal diferencia con respecto a su predecesor es una vista de cabina adicional. También hay más coches, rutinas de IA modificadas y algunos cambios en el motor de física.